# Monotes angolensis
Monotes angolensis är en tvåhjärtbladig växtart som beskrevs av De Wild.. Monotes angolensis ingår i släktet Monotes och familjen Dipterocarpaceae. Inga underarter finns listade i Catalogue of Life.